# フォキスのオノマルコス
オノマルコス（希：Ονόμαρχος、ラテン文字転記：Onomarchos、？ - 紀元前353年）は、紀元前4世紀中頃、特に第三次神聖戦争期のフォキスの将軍である。
オノマルコスはテオティモスの子で、第三次神聖戦争を起こしたフィロメロスの弟である。第三次神聖戦争が起こる以前、エラテイアがボイオティア軍によって包囲されていた時、その町を守っていたオノマルコスは兵士を町の外に出して彼らの家族を戦列のすぐ後ろに置き、城門に鍵をかけるという策を用いた。その時、敵の決死の覚悟を理解した敵将ペロピダスは包囲を解いて戦わずして撤退した。
紀元前355年に第三次神聖戦争が起こると、オノマルコスは兄フィロメロスの下で戦った。紀元前354年のネオンの戦いでボイオティア軍に追い詰められたフィロメロスが崖から身を投げて死んだ時、従軍していたオノマルコスは指揮権を引き継いで生存者を可能な限り撤退させた。
翌紀元前353年、フィロメロスの死によって和平の機運が生じ、フォキスは同盟国を集めて今後の話し合いをした。しかし、隣保同盟によって個人的に払いきれないほどの罰金を課されていたオノマルコスはこのまま和平が成れば自らはそのまま罰金を払わねばならなくなると考えた。彼は戦争続行を説く演説をし、人々はその意見を受け入れた。そして全権将軍に任命されたオノマルコスはデルフォイの奉納品を軍資金にして再び戦争の準備を始め、傭兵を集めた。また、その奉納品を貨幣に鋳造して同盟国に分配し、また敵にも買収のために配り、敵であったテッサリアに中立を約束させさえした。こうした準備が済むとオノマルコスは軍を率いてトロニオンを攻撃して落とし、アンフィサを服従させ、ドリスを略奪して回った。次に彼はボイオティアに侵入し、オルコメノスを占領し、カイロネイアを攻撃したが、撃退されてフォキスへと戻った。
同年に、テッサリア人の要請を受けマケドニア王ピリッポス2世が神聖戦争に参戦してきた。ピリッポスがフォキスの同盟者でフェライの僭主リュコフロンを攻撃すると、フォキスはオノマルコスの弟のファウロスを7000人の軍と共に送ったが、撃退された。そこで、次にオノマルコスが軍を率いて向った。オノマルコスは二度の戦いでピリッポスを破り、マケドニアへと退却させた。この時オノマルコスは半円に伏兵を置いた場所まで敵をおびき寄せて左右から攻撃するという戦術でピリッポスを破った。
再びピリッポスがマケドニアからリュコフロン攻撃にやってくると、援軍の要請を受けたオノマルコスは歩兵20000人と騎兵500騎と共に救援に向った。しかし、フォキス軍はクロコスの戦いで6000人の戦死者と3000人の捕虜を出すという大敗を喫し、オノマルコス自身も戦死した。オノマルコスの遺体は磔にされた後、海へと投げ捨てられた。

## 註
1. ↑  ポリュアイノス, II. 38. 1
2. ↑  ディオドロス, XVI. 31
3. ↑  ユスティヌス, VIII. 1
4. ↑  ディオドロス, XVI. 32
5. ↑  ディオドロス, XVI. 33
6. ↑  ディオドロス, XVI. 35
7. ↑  ポリュアイノス, II. 38. 2
8. ↑  ディオドロス, XVI. 35, 61
9. ↑  パウサニアス, X. 2. 5
10. ↑  デモステネス, 「使節職務不履行について」, 319